# El Mastranto, San Luis Potosí
El Mastranto är en ort i Mexiko.   Den ligger i kommunen Catorce och delstaten San Luis Potosí, i den centrala delen av landet, 500 km norr om huvudstaden Mexico City. El Mastranto ligger 1 947 meter över havet och antalet invånare är 283.
Terrängen runt El Mastranto är varierad, och sluttar brant västerut. Runt El Mastranto är det mycket glesbefolkat, med 4 invånare per kvadratkilometer. Närmaste större samhälle är Real de Catorce, 8,1 km nordost om El Mastranto. Omgivningarna runt El Mastranto är i huvudsak ett öppet busklandskap.